# Syrphetodes variegatus
Syrphetodes variegatus is een keversoort uit de familie Ulodidae. De wetenschappelijke naam van de soort is voor het eerst geldig gepubliceerd in 1917 door Broun.